# برناردو فولیا
برناردو فولیا (انگلیسی: Bernardo Folha؛ زادهٔ ۲۳ مارس ۲۰۰۲) بازیکن فوتبال است.
وی همچنین در تیم‌های ملی فوتبال زیر ۱۸ سال پرتغال، زیر ۲۰ سال پرتغال، و زیر ۲۱ سال پرتغال بازی کرده‌است.